# Нефедівка
Нефе́дівка — село в Україні, у Вільхуватській сільській громаді Куп'янського району Харківської області. Населення становить 128 осіб. До 2020 орган місцевого самоврядування — Чорненська сільська рада.

## Географія
Село Нефедівка знаходиться на лівому березі річки Плотва, вище за течією примикає село Чорне, нижче за течією — село Благодатне (Чугуївський район).

## Історія
Село засноване в 1699 році.
В 1997 р. до села були приєднані села Берізки і Бабишкине.
12 червня 2020 року, відповідно до розпорядження Кабінету Міністрів України  № 725-р «Про визначення адміністративних центрів та затвердження територій територіальних громад Харківської області», увійшло до складу Вільхуватської сільської громади.
19 липня 2020 року, в результаті адміністративно - територіальної реформи та ліквідації Великобурлуцького району, село увійшло до складу Куп'янського району Харківської області.